# Hyphydrus pulchellus
Hyphydrus pulchellus är en skalbaggsart som beskrevs av Clark 1863. Hyphydrus pulchellus ingår i släktet Hyphydrus och familjen dykare. Inga underarter finns listade i Catalogue of Life.